# 11.ª edición de los Premios Grammy
La 11.ª edición de los Premios Grammy se celebró el 29 de febrero de 1969 en Chicago, Los Ángeles, Nashville y Nueva York, en reconocimiento a los logros discográficos alcanzados por los artistas musicales durante el año anterior.

## Ganadores

### Generales
- Grabación del año
  - Paul Simon & Roy Halee (productor) & Simon & Garfunkel (intérpretes) por "Mrs. Robinson"
- Álbum del año
  - Al De Lory (productor) & Glen Campbell (intérprete) por By The Time I Get To Phoenix
- Canción del año
  - Bobby Russell (compositor); Roger Miller / O.C. Smith (intérpretes) por "Little Green Apples"
- Mejor artista novel
  - José Feliciano

### Clásica
- Mejor interpretación clásica - Orquesta
  - Pierre Boulez (director) & New Philharmonia Orchestra por Boulez Conducts Debussy (La mer; Prélude à l'après-midi d'un faune; Jeux)
- Mejor interpretación vocal solista
  - Carlo Felice Cillario (director), Montserrat Caballé & RCA Italiana Opera Orchestra & Chorus por Rossini: Rarities
- Mejor grabación de ópera
  - Richard Mohr (productor), Erich Leinsdorf (director), Ezio Flagello, Sherrill Milnes, Leontyne Price, Judith Raskin, George Shirley, Tatiana Troyanos & New Philharmonia Orchestra por Mozart: Così fan tutte
- Mejor interpretación coral (que no sea ópera)
  - Vittorio Negri (director), George Bragg & Gregg Smith (directores de coro), E. Power Biggs, Edward Tarr Ensemble, Gregg Smith Singers & Texas Boys Choir por The Glory of Gabrieli
- Mejor interpretación - Solista o solistas instrumentales (con o sin orquesta)
  - Vladimir Horowitz por Horowitz on Television (Chopin, Skriabin, Scarlatti, Horowitz)
- Mejor interpretación de música de cámara
  - Vittorio Negri (director), E. Power Biggs & Edward Tarr Ensemble por Glory of Gabrieli Vol. II - Canzonas for Brass, Winds, Strings and Organ

### Comedia
- Mejor interpretación de comedia
  - Bill Cosby por To Russell, My Brother, Whom I Slept With

### Composición y arreglos
- Mejor tema instrumental
  - Mason Williams (compositor) por "Classical Gas"
- Mejor banda sonora original de película o especial de televisión
  - Dave Grusin & Paul Simon (compositor); Simon & Garfunkel (intérpretes) por The Graduate
- Mejor arreglo instrumental
  - Mike Post (arreglista); Mason Williams (intérprete) por "Classical Gas"
- Mejor arreglo de acompañamiento para vocalista(s)
  - Jimmy L. Webb (arreglista); Richard Harris (intérprete) por "MacArthur Park"

### Country
- Mejor interpretación vocal country, femenina
  - Jeannie C. Riley por "Harper Valley P.T.A."
- Mejor interpretación vocal country, masculina
  - Johnny Cash por "Folsom Prison Blues"
- Mejor interpretación country, duo o grupo - vocal o instrumental
  - Flatt & Scruggs por "Foggy Mountain Breakdown"
- Mejor canción country
  - Bobby Russell (compositor); Roger Miller / O.C. Smith (intérpretes) por "Little Green Apples"

### Espectáculo musical
- Mejor álbum de espectáculo con reparto original
  - Galt MacDermot, Gerome Ragni, James Rado (compositores), Andy Wiswell (productor) & el reparto original (Ronnie Dyson, Gerome Ragni, Steve Curry, Lamont Washington, Diane Keaton, Melba Moore & James Rado) por Hair

### Folk
- Mejor interpretación folk
  - Judy Collins por "Both Sides Now"

### Gospel
- Mejor interpretación gospel
  - The Happy Goodman Family por The Happy Gospel of the Happy Goodmans
- Mejor interpretación gospel soul
  - Dottie Rambo por "The Soul of Me"
- Mejor interpretación sagrada
  - Jake Hess por "Beautiful Isle of Somewhere"

### Hablado
- Mejor grabación hablada
  - Rod McKuen por Lonesome Cities

### Jazz
- Mejor interpretación jazz - grupo pequeño o solista con grupo pequeño (instrumental)
  - Bill Evans & Bill Evans Trio por Bill Evans at the Montreux Jazz Festival
- Mejor interpretación jazz - grupo grande o solista con grupo grande (instrumental)
  - Duke Ellington por "And His Mother Called Him Bill"